# Mapinguari (mitologia)
Il mapinguari, mapinguary, mapi o isnashi è una creatura gigante dalle sembianze di bradipo segnalato nella foresta pluviale dell'Amazzonia (Perù, Brasile e Bolivia).

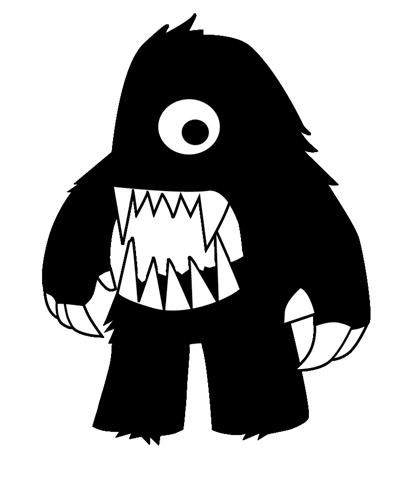
Raffigurazione di un Isnashi

## Caratteristiche
Secondo i racconti e le leggende locali, la creatura sarebbe un ominide dalla pelliccia nera, alto oltre 2 metri, ricoperto da folti peli che lo rendono quasi invulnerabile alle pallottole ed alle frecce, con lunghe braccia e artigli appuntiti, una testa ovale e una bocca enorme con delle zanne minacciose.
In alcune zone del Brasile si dice che questa creatura abbia due occhi, mentre in altri racconti si narra di uno soltanto, come i Ciclopi della mitologia greca. Alcuni raccontano di una bocca al centro della pancia con la quale l'Isnashi divora coloro i quali hanno la sfortuna di incrociare la sua strada.
Tutte le leggende concordano nell'affermare che la creatura emette un forte odore estremamente sgradevole e che a causa di ciò gli Isnashi sono spesso accompagnati da sciami di mosche che riescono ad allontanare anche i cacciatori più coraggiosi, obbligati a fuggire per l'odore mefitico emanato o costretti ad accusare vertigini per i giorni successivi all'incontro con il mostro.
Altre descrizioni provenienti dal Sudamerica descrivono l'Isnashi come un grande e puzzolente animale notturno, coperto di peli rossi e dotato di un urlo terrificante. Quest'altra versione parla di una creatura rigorosamente vegetariana, coi piedi girati all'indietro e con artigli possenti.

## Avvistamenti
Il Mapinguari vanta avvistamenti nelle giungle lungo il Rio Araguaia, un grande fiume nella regione del Mato Grosso do Sul. Si narra che nel marzo e nell'aprile del 1937 una di queste creature si sia scatenata per tre settimane a Barra do Garças, una piccola città agricola a circa 500 km a sud-est della città di Cuiabá, capitale dello stato brasiliano del Mato Grosso do Sul. Tantissimi capi di bestiame furono maciullati da un essere dotato di una resistenza e di una forza sovrumana. Alcuni avvistamenti non confermati parlavano di tracce umanoidi lunghe 45 cm e si narra di urla orribili provenienti dalle foreste vicine. Oltre cento capi di bestiame furono uccisi, fino a Ponta Branca, situata a 240 km a sud di Barra do Garças. Queste efferate azioni del Mapinguari campeggiarono sui giornali principali di Rio de Janeiro e di San Paolo.
Il mostro sarebbe talmente forte da riuscire a spaccare i crani delle vittime aprendoli in modo da risucchiare loro il cervello. Diversamente delle relative controparti nell'emisfero nord del mondo, l'Isnashi non rifugge dal contatto umano, ma anzi, secondo alcuni racconti, aggredisce spesso il cacciatore, sfoderando la sua potenza contro coloro che non rispettano le leggi non scritte della giungla.
"L'unico modo per ammazzare un Isnashi è sparargli in testa", dice Domingos Parintintin, un capo tribù in Amazzonia. "È estremamente difficile riuscire a farlo perché l'Isnashi ha il potere di provocare vertigini e trasformare il giorno nella notte. La migliore cosa da fare se ne vedete uno è arrampicarsi su di un albero e nascondersi".
"Spesso l'Isnashi cerca la vendetta sulla gente che trasgredisce, che va dove non dovrebbe andare o raccoglie più animali o piante di quante ne possa consumare, o posiziona trappole crudeli per gli animali della foresta", dice Márcio Souza, un romanziere e commediografo brasiliano che vive a Manaus, nell'Amazzonia centrale, e si è in passato occupato della storia e delle tradizioni dell'Amazzonia in molte delle sue opere.

## L'Isnashi nella cultura di massa
Non esiste alcuna prova certa dell'esistenza dell'Isnashi tuttavia, come con la maggior parte di casi analoghi, esistono numerosi racconti al riguardo e ci sono stati molti avvistamenti del mostro. Bradipi giganti come il megaterio e il milodonte esistevano ma si crede siano da tempo estinti. Qualora esistessero ancora, potrebbe trattarsi di un esempio di specie Lazzaro.